# Бирн, Брендан
Брендан Томас Бирн (англ. Brendan Thomas Byrne; 1 апреля 1924, Уэст-Ориндж, Нью-Джерси — 4 января 2018, Ливингстон, Нью-Джерси) — американский политик, 47-й губернатор Нью-Джерси (1974—1982).

## Биография
Брендан Бирн родился 1 апреля 1924 года в Уэст-Ориндже (штат Нью-Джерси) в семье Фрэнсиса Бирна (Francis Byrne) и Женевьев Бирн (Genevieve Byrne). Брендан был четвёртым из пяти детей. Его отец Фрэнсис работал в налоговом управлении Уэст-Оринджа, входил в налоговый совет округа Эссекс, а также участвовал в работе различных комиссий Уэст-Оринджа.
В 1942 году Брендан Бирн окончил школу в Уэст-Ориндже (West Orange High School) и поступил в университет Сетон-Холл, расположенный в Саут-Ориндже (штат Нью-Джерси). Отучившись там менее года, в марте 1943 года Бирн вступил в ряды Военно-воздушных сил Армии США. Во время боевых действий в Европе служил штурманом «летающей крепости» B-17, был награждён «Крестом лётных заслуг», «Воздушной медалью» (четырежды) и «Президентской благодарностью подразделению», к окончанию службы имел звание лейтенанта.
В сентябре 1945 года воинская служба Бирна завершилась, он некоторое время находился в запасе, а затем начал обучение в Принстонском университете, который он окончил в 1949 году. После этого, в 1950 году, Бирн окончил школу права Гарвардского университета. В феврале 1951 года он сдал экзамен на право ведения юридической практики в штате Нью-Джерси, после чего работал в юридической фирме McGlynn, Weintraub and Stein, а также в плановой комиссии Уэст-Оринджа.
27 июня 1953 года Брендан Бирн женился на Джин Фезерли (Jean Featherly), учительнице из Уэст-Оринджа. В 1954 у них родился сын Брендан Томас («Том»), впоследствии у них было ещё шестеро детей — Сьюзан, Нэнси, Тимоти, Мэри Энн, Барбара и Уильям.
В 1955 году Бирн был назначен заместителем генерального прокурора Нью-Джерси с правам специального обвинителя в округе Пассейик, а затем стал консультантом губернатора Нью-Джерси Роберта Мейнера. В 1956 году Бирн выполнял работу исполнительного секретаря губернатора Мейнера. 16 февраля 1959 года Бирн был назначен исполняющим обязанности прокурора округа Эссекс, а в июле того же года Мейнер назначил его прокурором этого округа сроком на пять лет. В 1964 году губернатор Нью-Джерси Ричард Джозеф Хьюз продлил полномочия Бирна, который продолжал работать в этой должности до января 1968 года.
В январе 1968 года Бирн был назначен президентом комиссии штата по жилищно-коммунальным услугам (англ. President of the the New Jersey Board of Public Utility Commissioners), а в декабре 1970 года губернатор Нью-Джерси Уильям Кэхилл назначил его судьёй Верховного суда округа Эссекс. В июле 1972 года Бирн получил новое назначение — он стал судьёй, в зону ответственности которого входили округа Моррис, Сассекс и Уоррен.
В апреле 1973 года Брендан Бирн сложил с себя обязанности судьи, чтобы иметь возможность участвовать в выборах губернатора Нью-Джерси. 5 июня 1973 года он победил на первичных выборах, в которых определялся кандидат от демократической партии, а 6 ноября одержал убедительную победу над кандидатом от республиканской партии Чарльзом Сэндменом, получив на 721 тысячу голосов больше, чем его противник — на тот момент, это было самое большое преимущество на губернаторских выборах за всю историю штата.
Брендан Бирн вступил в должность губернатора Нью-Джерси 15 января 1974 года. В июне 1976 года он подписал закон о введении подоходного налога штата. Параллельно с этим он вводил в действие меры по уменьшению налога на недвижимость для домовладельцев. В июне 1977 года Бирн подписал акт, разрешающий деятельность казино в одном из городов штата — Атлантик-Сити. 7 июня 1977 года он опять победил на первичных выборах от демократической партии и стал кандидатом на следующий губернаторский срок. 8 ноября 1977 года на выборах губернатора Бирн победил республиканца Реймонда Бейтмена с преимуществом в 300 тысяч голосов и, тем самым, остался губернатором Нью-Джерси на второй срок. В 1978 году он дважды накладывал вето на законопроект о возобновлении смертной казни в Нью-Джерси. В июне 1979 года Бирн подписал указ об охране природы и ограничении строительства в районе Пайнлендс (англ. Pinelands National Reserve), занимающем примерно одну пятую часть территории штата.

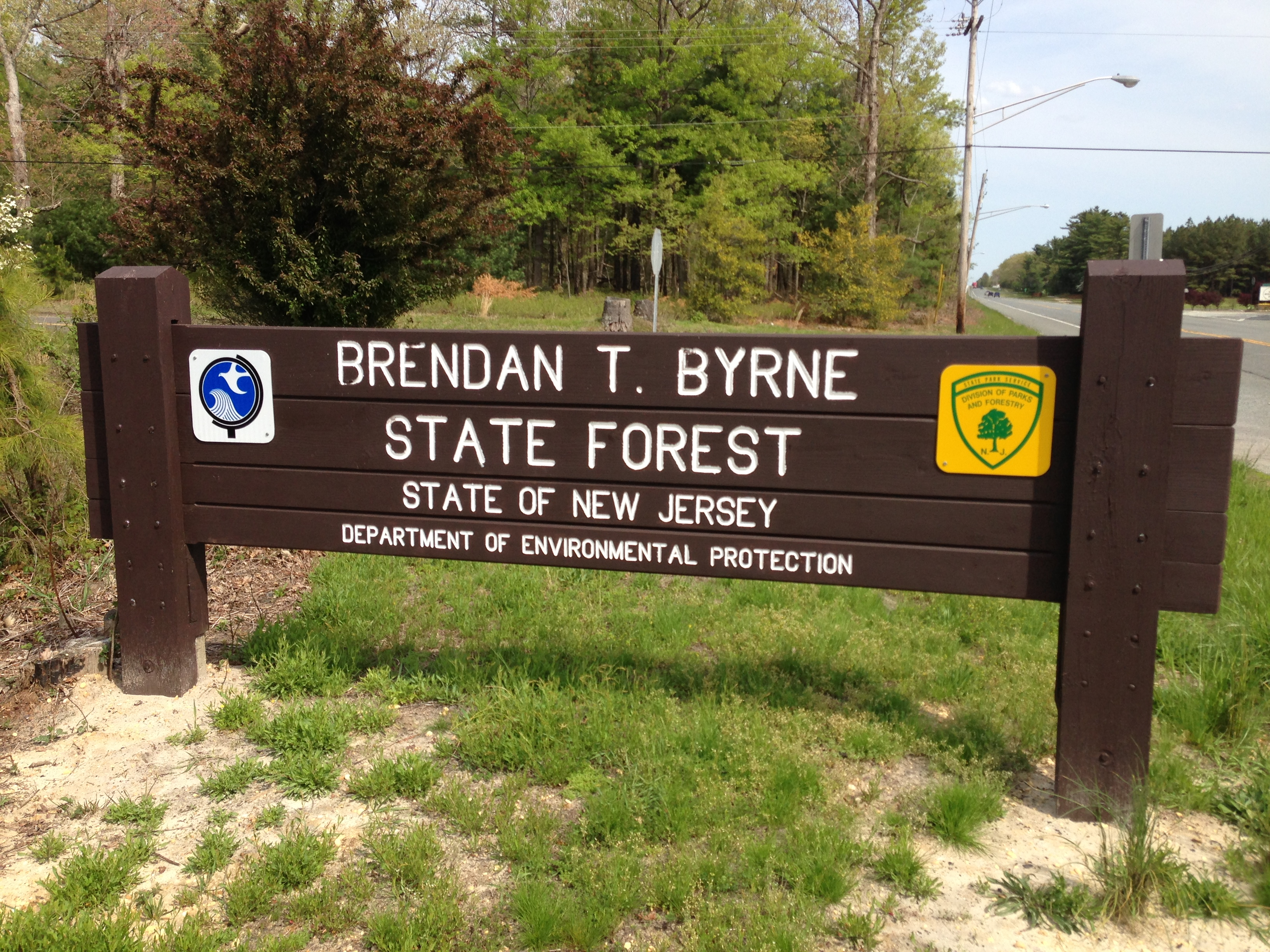
Знак на въезде в Лесной заповедник имени Брендана Бирна

В январе 1982 года, когда закончился срок губернаторских полномочий, Бирн перешёл на работу в юридическую фирму Carella, Bain, Gilfillan and Rhodes, которая впоследствии сменила своё название на Carella, Byrne, Bain and Gilfillan. С января 1989 года в течение четырёх лет Бирн работал уполномоченным по делам спорта и выставок штата Нью-Джерси (англ. Commissioner of the New Jersey Sports and Exposition Authority). В 1993 году он развёлся со своей первой женой Джин Фезерли, а в августе 1994 года женился во второй раз, на Рути Зинн (Ruthi Zinn).
Брендан Бирн скончался 4 января 2018 года в своём доме в Ливингстоне (Нью-Джерси) от воспаления лёгких.

## Память
Имя Бирна носит крупный парк в Нью-Джерси — Лесной заповедник имени Брендана Бирна (англ. Brendan T. Byrne State Forest). Ранее он назывался Лебанонским лесным заповедником (англ. Lebanon State Forest), и был переименован в честь Бирна 24 июля 2002 года.
В 2015 году была издана биография Брендана Бирна под названием The Man Who Couldn’t Be Bought («Человек, которого нельзя купить»).